# Tadeusz Antoni Mostowski
Tadeusz Antoni  Mostowski herbu Dołęga, krypt.: M-I; X, (ur. 19 października 1766 w Warszawie, zm. 6 grudnia 1842 w Paryżu) – polski literat, publicysta, polityk, wydawca, krytyk literacki, minister spraw wewnętrznych Księstwa Warszawskiego, minister prezydujący w Komisji Rządowej Spraw Wewnętrznych i Policji Królestwa Polskiego od grudnia 1815 do grudnia 1830, członek Komisji Najwyższej Egzaminacyjnej przy Radzie Stanu Królestwa Kongresowego w 1830.

## Życiorys
Syn Pawła Mostowskiego, wojewody mazowieckiego, i Anny Rozalii z Hylzenów. Wychowany w domu o wysokich tradycjach intelektualnych, uczył się w warszawskim pijarskim Collegium Nobilium i przez pewien czas we Francji, w 1780 mianowany asesorem sądu kryminalnego. Był członkiem konfederacji Sejmu Czteroletniego. W 1790 został najpierw podstolim wyszogrodzkim, a następnie (grudzień 1790) kasztelanem raciąskim, wchodząc w ten sposób w skład Senatu. Zwolennik Stronnictwa Patriotycznego. Był jednym z założycieli Zgromadzenia Przyjaciół Konstytucji Rządowej. 1791–1792 wraz z Julianem Ursynem Niemcewiczem i Józefem Weyssenhoffem wydawał własnym nakładem Gazetę Narodową i Obcą; m.in. nabył (styczeń 1792) na jej potrzeby nową drukarnię. Kantor tej gazety znajdował się w ówczesnej rezydencji Mostowskich (ul. Bielańska 602). W 1793 został kawalerem Orderu Świętego Stanisława. W okresie konfederacji targowickiej opuścił Polskę (sierpień 1792) i przez Drezno, Lozannę i Chamonix wyemigrował do Paryża (październik 1792), pośrednicząc w rozmowach między polskimi emigrantami a francuskimi władzami rewolucyjnymi. Po upadku żyrondystów dwukrotnie więziony, 25 listopada 1793 powrócił do kraju (osiadł w Tarchominie pod Warszawą), gdzie też podlegał prześladowaniom (internowanie 6 grudnia 1793 na rozkaz Sieversa). Miejsce internowania opuścił około 20 lutego 1794. Podczas powstania kościuszkowskiego wchodził w skład Rady Zastępczej Tymczasowej (radca Wydziału Dyplomatycznego), Rady Najwyższej Narodowej (zastępca radcy w Wydziale Instrukcji oraz w Wydziale Żywności) i Rady Wojennej (od 19 października 1794). Po upadku powstania w niewoli rosyjskiej (początkowo Twierdza Petropawłowska, później areszt domowy w Petersburgu), z której wyszedł w 1795 na mocy amnestii; następnie we Francji (1797). W listopadzie 1800 wybrany na członka Towarzystwa Przyjaciół Nauk. W 1802 powrócił na dłużej do kraju i założył w swym pałacu na Nowolipiu (Pałac Mostowskich) nowoczesną drukarnię (czcionki sprowadzono specjalnie z Paryża i Lipska), w której do 1806 wydał (wytłoczył) ponad 85 pozycji (m.in. 27 tomów serii „Wybór Celniejszych Pisarzów Polskich”). 1806-1812 ponownie przebywał we Francji, jednocześnie dbając o ulepszenie gospodarki w swych dobrach tarchomińskich pod Warszawą.
Od 19 września 1812 do maja 1813 pełnił funkcję Ministra Spraw Wewnętrznych Księstwa Warszawskiego. 1815–1830 był ministrem prezydującym w Komisji Rządowej Spraw Wewnętrznych Królestwa Polskiego. Na tym stanowisku dbał o rozwój gospodarczy kraju, inicjując m.in. akcję industrializacji, budowę Kanału Augustowskiego, założenie Instytutu Agronomicznego w Marymoncie pod Warszawą, powołanie stadnin rządowych. W 1825 mianowany senatorem-wojewodą Królestwa Polskiego. W czasie powstania listopadowego był nieobecny na posiedzeniach Senatu. Jednocześnie nadal był czynnym literatem i publicystą, należąc m.in. do założycieli „Towarzystwa Iksów” (1815-1819), które zbierało się na spotkaniach w salonach Pałacu Mostowskich. Swe krytyki literackie i recenzje teatralne ogłaszał w „Gazecie Korespondenta Warszawskiego”, „Gazecie Warszawskiej” i „Nowym Pamiętniku Warszawskim”. Był członkiem honorowym Towarzystwa Warszawskiego Przyjaciół Nauk.
W 1832 (po powstaniu listopadowym) za zgodą władz rosyjskich przeniósł się do Francji, gdzie posiadał odziedziczone po ojcu dobra ziemskie. Zmarł w Paryżu 6 grudnia 1842 i został pochowany na Cmentarzu Montmartre.

### Rodzina
Jego pierwszą żoną była Anna Olimpia, z domu Radziwiłłówna, z którą ożenił się w 1787 i z którą nie miał dzieci. Rozwiódł się przed 1804, a zawartego wkrótce potem małżeństwa z Marianną Potocką (1780-1837) miał piątkę dzieci: Tadeusza, Józefę, Izabellę, Pelagię i Różę.

### Odznaczenia i tytuły
W 1815 odznaczony Orderem Orła Białego, w  Orderem św. Stanisława I klasy, rosyjskim Orderem Świętego Aleksandra Newskiego. Posiadał tytuł hrabiego.

## Dorobek literacki i publicystyczny

### Ważniejsze utwory i mowy
1. Podziękowanie i przemówienie się... kasztelana raciąskiego na sesji sejmowej dnia 13 grudnia 1790, brak miejsca i roku wydania
2. Ordynacja sejmowa. (Projekt), brak miejsca i roku wydania, wyd. 2 (po polsku i francusku) brak miejsca i roku wydania
3. Głos... kasztelana raciąskiego na sesji sejmowej dnia 6 czerwca 1791 miany, brak miejsca wydania 1791
4. Uwagi... nad odpowiedzią Dworu Saskiego, pisane 5 marca 1792, w związku ze sprawą przyjęcia Korony Polskiej, rękopis: Archiwum Główne Akt Dawnych (Archiwum Wilanowskie, sygn. 97, poz. 7)
5. Ma confession. (Zeznania spisane w Petersburgu w 1795 na życzenie Katarzyny II), z rękopisu wyd. M. Sokolnicki, „Przegląd Historyczny” t. 6 (1908)
6. Wybór pisarzów polskich dawniejszych i świeższych. Drukowany literami Didota, z kopersztychami. (Prospekt wydawniczy), „Nowy Pamiętnik Warszawski” t. 5 (1802), s. 802; dodatek do „Gazety Warszawskiej” z dnia 26 marca 1802
7. Mowa Jaśnie Wielmożnego... Ministra Spraw Wewnętrznych i Policji, miana na pierwszej sesji w Izbach złączonych dnia 27 marca 1818, Warszawa (1818)[10]; przekł. francuski: Discours prononcé... le 27 mars 1818, Warszawa (1818)
8. Rachunek z administracji funduszów Komisji Rządowej Spraw Wewnętrznych i Policji za rok 1818, Warszawa 1818
9. Mowa... na pierwszej sesji w Izbach złączonych dnia 13 września 1820 r., Warszawa (1820); przekł. francuski: Discours prononcé... le 13 septembre 1820, Warszawa brak roku wydania
10. Przemówienie się... na posiedzeniu Izby Poselskiej dnia 9 października 1820, (Warszawa 1820)
11. Mowa... na pierwszej sesji sejmowej w Izbach złączonych dnia 13 maja 1825, Warszawa 1825); przekł. francuski: Discours prononcé... le 13 mai 1825, Warszawa 1825
12. Przemówienie się w Izbie Poselskiej, Warszawa 1825
13. Mowa... Senat. Woj. Ministra Spraw Wewn. i Policji, miana na pierwszej sesji sejmowej w Izbach złączonych d. 28 maja 1830, Warszawa (1830); przekł. francuski: Discours prononcé... le 28 mai 1830, Warszawa 1830
14. Wyrabianie cukru z buraków sposobem domowym. Podług rękopismu nadesłanemu, Warszawa 1838, wyd. 2 (zmienione i pomnożone) Warszawa 1841
15. 4-tomowe rękopiśmienne Pamiętniki (nie dotrwały do naszych czasów – rękopis zaginął; inform. E. Maliszewski).

Kilka artykułów Mostowskiego (m.in. o T. Czackim i A. Naruszewiczu) ogłoszono pod krypt. M-I w: „Biographie universelle” L. G. Michauda, Paryż 1811-1835 (według informacji L. G. Michauda juniora, t. 29, s. 412).
Ponadto ogłaszano jego artykuły, sprawozdania, krytyki literackie i poezji w następujących czasopismach: „Gazeta Korespondenta Warszawskiego” (1814-1819), „Gazeta Narodowa i Obca” (1791-1792), „Gazeta Warszawska” (tu: recenzja teatralna z Ludgardy L. Kropińskiego, 1816, nr 91 – przedr.: „Sto lat myśli polskiej” t. 2, 1907; J. Lipiński: Recenzje teatralne Towarzystwa Iksów, 1815-1819, Wrocław 1959 „Materiały do Dziejów Teatru w Polsce” nr 4; „Polska krytyka literacka (1800-1918). Materiały” t. 1, Warszawa 1959), „Nowy Pamiętnik Warszawski”.

### Prace edytorskie
1. „Gazeta Narodowa i Obca”, Warszawa: 1 stycznia 1791 – 4 sierpnia 1792 (ukazywała się 2 razy w tygodniu); ponadto współredaktorstwo oraz autorstwo działu: Z polityki zagranicznej
2. J. Kochanowski: Dzieła polskie t. 1-2, Warszawa 1803 „Wybór Pisarzów Polskich”
3. Pisma rozmaite współczesnych, wierszem i prozą t. 1, Warszawa 1803 „Wybór Pisarzów Polskich”, (tu: J. Szymanowski: Wierszem i prozą pisma różne; T. K. Węgierski: Wiersze różne)
4. C. J. Caesar: O wojnie francuskiej ksiąg siedmioro... Przekładania A. Wargockiego, Warszawa 1803 „Wybór Pisarzów Polskich”, (tu ponadto: C. C. Tacyt: Kronika od zejścia Cezara Augusta. Przekładania K. Kojałowicza)
5. A. S. Naruszewicz: Historia narodu polskiego t. 2-7, Warszawa 1803-1804 „Wybór Pisarzów Polskich”
6. J. U. Niemcewicz: Pisma różne wierszem i prozą t. 1-2, Warszawa 1803-1805 „Wybór Pisarzów Polskich”
7. C. C. Tacyt: Dzieła wszystkie. Przekładania A. S. Naruszewicza t. 1-4, Warszawa 1804 „Wybór Pisarzów Polskich”
8. A. S. Naruszewicz: Wiersze różne t. 1-2, Warszawa 1804-1805 „Wybór Pisarzów Polskich”
9. „Wybór Powieści Moralnych i Romansów” t. 1-20, Warszawa 1804-1805; tu m.in. przekład Jakuba Adamczewskiego, J. Lipińskiego i kilka prac oryginalnych; „Wybór...” obejmuje m.in.: Tysiąc dni i jeden. Powieści perskie. Tłumaczenie na francuski Pétis de la Croix, na polski przez J. A. (t. 4-12); tomy miały charakter wydawnictwa ciągłego, zawierały też mody, szarady, zagadki; krypt. autorów i tłumaczy: A. P. S. M.; A. W.; J. A.; J. D. (Drozdowski?); J. L.; J. N. (Niemcewicz?)
10. A. S. Naruszewicz: Historia Jana Karola Chodkiewicza t. 1-2, Warszawa 1805 „Wybór Pisarzów Polskich”
11. A. S. Naruszewicz: Tauryka, czyli wiadomości starożytne i późniejsze o stanie i mieszkańcach Krymu do naszych czasów, Warszawa 1805 „Wybór Pisarzów Polskich”, (tu ponadto: Diariusz podróży Stanisława Augusta króla na Ukrainę w roku 1787; Głos Adama Naruszewicza przy założeniu pierwszego kamienia na kościół Opatrzności Boskiej)
12. S. Orzechowski: Kroniki polskie od zgonu Zygmunta I-go, Warszawa 1805 „Wybór Pisarzów Polskich”, (tu ponadto: Ł. Górnicki: Dzieje w koronie Polskiej)
13. Sielanki polskie z różnych pisarzów zebrane, Warszawa 1805 „Wybór Pisarzów Polskich”, (tu sielanki: J. Gawińskiego, S. Szymonowica, B. Zimorowica oraz przekł. J. Lipińskiego Bukolik Wergiliusza)
14. Życia sławnych Polaków t. 1-3, Warszawa 1805 „Wybór Pisarzów Polskich”; zawartość t. 1: M. J. Mniszech: Kazimierz Wielki; S. Orzechowski: Żywot i śmierć Jana Tarnowskiego (według wyd. F. Bohomolca); K. Kognowicki: Życie Lwa Sapiehy; (tu także listy różnych panujących do Sapiehy) – t. 2: F. Bohomolec: Życie Jana Zamoyskiego; D. M. Krajewski: Historia Stefana na Czarncy Czarnieckiego – t. 3: F. Bohomolec: Życie Jerzego Ossolinskiego
15. Wybór podróży znakomitszych naokoło ziemi i w różne jej strony, czyli geografia historyczna dla zabawy i nauki młodzieży tudzież dojrzalszych osób t. 1-12, Warszawa 1805-1806; wyd. następne (tytułowe): Warszawa 1815.

### Listy i materiały
1. Do Stanisława Augusta 10 listów wśród korespondencji królewskiej z lat 1771-1792, rękopis: Biblioteka Czartoryskich, sygn. 734
2. Do I. Potockiego 15 listów wśród korespondencji Potockiego z lat 1788-1794, rękopis: Archiwum Główne Akt Dawnych (Archiwum Wilanowskie, sygn. 280)
3. Do A.J. Czartoryskiego 2 listy z 25 i 29 czerwca 1801, rękopis: Biblioteka Czartoryskich, sygn. 5503, s. 5-9
4. Do A.J. Czartoryskiego 2 listy z roku 1803, do A. K. Czartoryskiego z roku 1804, do S. K. Potockiego z roku 1807; ogł. J. Platt: Tadeusz Mostowski jako wydawca, „Ze skarbca kultury” 1960, zeszyt 1; autografy: Biblioteka Czartoryskich, sygn. 5447, 5503, Ew. XVII 591;  Archiwum Główne Akt Dawnych (Archiwum Wilanowskie, sygn. 265, vol. 2)
5. Do nieznanej osoby z roku 1814, rękopis: Biblioteka PAN Kraków, sygn. 1054
6. Do S. Wodzickiego z roku 1816, wśród korespondencji Wodzickiego; rękopis: Ossolineum, sygn. 4187/II
7. Do S. K. Potockiego, rękopis: Archiwum Główne Akt Dawnych (Archiwum Wilanowskie, sygn. 268 I-III)
8. Do K. Koźmiana 3 listy z lat 1820-1828, rękopis: Biblioteka PAN Kraków, sygn. 2031, t. 1
9. List z roku 1832, wśród korespondencji Grabowskich, rękopis Ossolineum, sygn. 4187/II
10. List z roku 1834, wśród korespondencji G. i r. Hubickich i K. Wielogłowskiego, rękopis Ossolineum, sygn. 12294/III
11. Do J. U. Niemcewicza, rękopis: Biblioteka Polska w Paryżu, sygn. 492
12. Fragm. listów od M. z Czartoryskich Wirtemberskiej z lat 1798-1799, ogł. H. Lisicki „Gazeta Lwowska” 1885, nr 171-176
13. Bilet od J. Albertrandiego z listopada 1800, ogł. A. Kraushar: Towarzystwo Warszawskiego Przyjaciół Nauk t. 1, Kraków 1900, s. 132
14. Od byłej żony Anny Olimpii z Radziwiłłów Mostowskiej z 3 listopada 1808, rękopis: Archiwum Główne Akt Dawnych (Archiwum Wilanowskie, sygn. 287)
15. Od N. Glücksberga, rękopis: Archiwum Główne Akt Dawnych (Archiwum Wilanowskie, sygn. 271).